# Cecilia Paulson
Cecilia Paulson (...) è un'ex sciatrice alpina svedese paralimpica, che ha rappresentato la Svezia nello sci alpino paralimpico ai Giochi paralimpici invernali del 1998 e del 2002, vincitrice di quattro medaglie: due argenti e due bronzi.

## Carriera

### Paralimpiadi 1994
Partecipante alle Paralimpiadi invernali di Lillehammer del 1994 nella categoria LWX-XII, con 1:43.07, Paulson si è classificata sesta nel supergigante, dietro a Sarah Will in 1:26.67, Gerda Pamler in 1:28.24, Stephanie Riche in 1:37.99, Vreni Stoeckli in 1:38.03 e Sandra Mittelholzer	in 1:41.62.

### Paralimpiadi 1998
Quattro anni più tardi, a Nagano 1998, Paulson ha conquistato due medaglie di bronzo: nella gara di supergigante, con un tempo realizzato di 1:13.33 (oro per Sarah Will in 1:09.49 e argento per Kuniko Obinata in 1:11.24) e discesa libera categoria LW10-11 in 1:31.29 (sul podio davanti a lei, Kuniko Obinata con 1:18.00 e 	
Sarah Will in 1:19.02).

### Paralimpiadi 2002
A Salt Lake City nel 2002, Paulson ha vinto due medaglie d'argento (nello slalom speciale LW10-12 e nello slalom gigante LW12) e si è piazzata al 4º posto nelle gare di superG e discesa libera, entrambe nella categoria LW10-12.

## Palmarès

### Paralimpiadi
- 4 medaglie:
  - 2 argenti (slalom speciale LW10-12 e slalom gigante LW12 a Salt Lake City 2002)
  - 2 bronzi (superG LW10-11 e discesa libera LW10-11 a Nagano 1998)